# Grèzes litées
Grèzes litées (oorspronkelijke Franse naam) zijn opeenhopingen van puin die traditioneel worden geassocieerd met periglaciatie. Als ze zich vormden in andere omgevingen spreken we over gestratificeerde afzettingen. De afzettingen hebben een zwakke sortering en een grove bedding. Gestratificeerde hellingsafzettingen worden meestal gevonden op de lagere hellingen van valleien waar diktes variëren maar mogelijks meer dan 10 meter zijn. Aangenomen wordt dat periglaciale gelaagde hellingsafzettingen het resultaat zijn van gesteente gefragmenteerd door vorst dat zich bergafwaarts ophoopt.
Er kan onderscheid worden gemaakt tussen gelaagde hellingsafzettingen gevormd in steile hellingen en die van het type grèzes litées. De eerste vormen op hellingen met hoeken van meer dan 30°, de laatste op hellingen met hoeken van 30-28° of zelfs 5°. Het type grèzes litées komt voor in mediterrane bergen, Atlantisch Europa, Midden-Europa, de Himalaya, de droge Andes en de tropische Andes. De beste ontsluiting in de Benelux is in Enscherange in Luxemburg. Er zijn relatief weinig meldingen van grèzes litées in het Hoge Noordpoolgebied, toch komen er voor in Svalbard, West-Groenland en het Zuidelijke Banks-eiland in de Canadese Noordpoolarchipel.

## Ontstaan van het concept
Gestratificeerde hellingsafzettingen werden voor het eerst gerapporteerd onder de naam grèzes litées in Charente, Frankrijk, in 1951. Enkele jaren later beschreef André Cailleux soortgelijke afzettingen die ze éboulis ordonnés noemden. Vervolgens beschreef Jan Dylik het voorkomen ervan in Midden-Polen in de jaren 1960. In 1968 pleitte Jean Tricart verder voor een periglaciale oorsprong van grèzes litées. Terwijl Franse wetenschappers de term grèzes litées een beperkte definitie gaven door ze toe te schrijven aan een vorstvererings-oorsprong en ze granulometrisch te karakteriseren, breidde het gebruik ervan door niet-Fransen het concept verder uit dan deze vroege definitie.

## Vormingsprocessen
Periglaciale gelaagde hellingsafzettingen worden meestal gevormd in periglaciale gebieden waar permafrost ontbreekt.
Een belangrijk proces dat gestratificeerde hellingsafzettingen in periglaciale gebieden vormt, is solifluctie van stenen mantels in de vorm van solifluctiekwabben en platen.